# Jules Levy

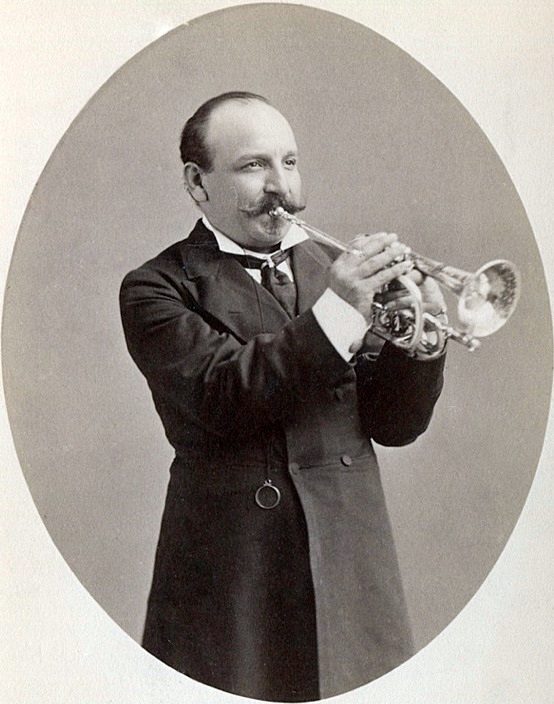
Jules Levy, um 1885

Jules Levy (* 24. April 1838 in London; † 28. November 1903 in Chicago) war ein britisch-US-amerikanischer Komponist und Kornettist.
Bereits mit fünf Jahren wünschte er Kornett zu spielen, jedoch konnte sein Vater ihm mit seinen bescheidenen finanziellen Mitteln kein Instrument kaufen. Erst mit 17 Jahren war es so weit, dass er ein Kornett bekam. 1856 musizierte er in der Royal Band of H.M. Grenadier Guards und bereits 1860 führte er Soli für 30 Schilling pro Woche auf, in den Pausen der Aufführungen im Princess Theatre in London. 1861 war er bereits Mitglied des Royal Opera House Orchestra. Er konzertierte auch im Crystal Palace und in der Floral Hall. Zwischen 1864 und 1876 gab er Konzerte in ganz Europa und war 1866 auf einer Konzertreise in den Vereinigten Staaten von Amerika. Im Sommer 1869 war er erneut in den Vereinigten Staaten von Amerika und konzertierte mit dem Theodore Thomas Orchestra in New York. 1871 spielte er in Fiske’s Cornet Band.
Nach dem Besuch eines Konzerts der Fiske’s Cornet Band, in dem Jules Levy als Solist auftrat, lud ihn Großfürst Alexei von Russland auf sein Anwesen in Russland ein. Dort wurde er vom Zaren gefragt, ob er nicht Dirigent der Gardemusik des Zaren und Kaiserlicher Kornettist werden wollte. Dieses Angebot nahm er nicht an, verblieb aber für 20 Monate in Russland, um dann zunächst in Großbritannien bei den London Promenade Concerts und später im Hippodrome in New York City zu konzertieren.
1876 trat er in die Henry Gilmore’s Band und spielte täglich auf der Weltausstellung in Philadelphia. Zur Eröffnung der Brooklyn Bridge am 24. Mai 1883 brillierte er mit einer von ihm speziell arrangierten Version von The Star-Spangled Banner und Hail, Columbia.
Ab 1878 machte er mit Edison als erster Kornettist Schallplatten-Aufnahmen (15 für das Label Columbia und 23 für das Label Victor). 1892 gründete er die Levy American Military Band, die aber nicht lange bestand, denn 1895 wurde sie aufgelöst. Er wurde dann von der Instrumentenbaufirma C. G. CONN in Elkhart, Bundesstaat Indiana als Instrumententester engagiert und dozierte Kornett am Conn Conservatory of Music. Als er sich mit dem Firmeninhaber verkrachte, wechselte er zu Lyon Healy Band Instrument Company in Chicago.
In früher Jugend hat er einige Werke komponiert, die immer wieder von ihm aufgeführt wurden.

## Werke

### Werke für Kornett und Blasorchester
- Alice, Where Art Thou?
- Carnival of Venice spezielle Bearbeitung des Werkes von Jean-Baptiste Arban
- Du, Du with Variations
- Grand Russian Fantasia
- Humoresque
- Levyathon Polka (Levy Athens Polka)
- Nearer, My God, to Thee
- Palm Branches
- Robin Adair
- The Merry Birds
- Whirlwind Polka

| Personendaten    | Personendaten                              |
| ---------------- | ------------------------------------------ |
| NAME             | Levy, Jules                                |
| KURZBESCHREIBUNG | US-amerikanischer Komponist und Kornettist |
| GEBURTSDATUM     | 24. April 1838                             |
| GEBURTSORT       | London, Großbritannien                     |
| STERBEDATUM      | 28. November 1903                          |
| STERBEORT        | Chicago, Vereinigte Staaten von Amerika    |